# Lambris

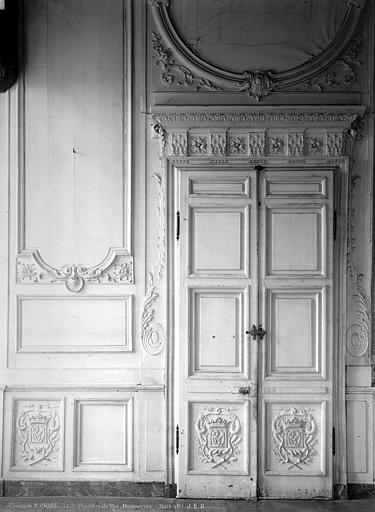
Jean-Eugène Durand, château de Maisons-Laffitte, chambre du roi, porte et lambris (1890).

Traditionnellement, le lambris est un ouvrage d'assemblage constitué de panneaux de bois placés dans des cadres (ou bâti) ou un revêtement de bois, de stuc ou en marbre, généralement placés sur les murs intérieurs des habitations pour les habiller et les décorer.
Les lambris lorsqu'ils sont en bois, ainsi que tous les revêtements intérieurs en bois, sont collectivement appelés « boiserie ».
Il existe aussi des lambris PVC et des lambris revêtus de papier ou placage sur panneau support MDF ou panneau de particules. La surface d'un lambris peut être plane, quelquefois courbe.
Jusqu'au début du XXe siècle, les lambris étaient richement sculptés et ornementés dans le style de l'époque,. Aujourd'hui, ils sont surtout utilisés pour leur aspect pratique, en particulier par rapport à la gestion de l'humidité des murs.
Lambrissage se dit également pour un revêtement de menuiserie, plus ou moins ouvragé, placé en dessous d'un plafond ou d'un enduit de plâtre jeté sur des lattes jointives, disposées sous les chevrons d'un comble.

## Nomenclature
On distingue  :
- les lambris d'appui, s'arrêtant à hauteur d'appui, les lambris de demi-revêtement, montant plus haut que la « hauteur d'appui » mais moins haut que le sommet du mur, et les lambris de hauteur, montant jusqu'au plafond ;
- les lambris de revêtement (des murs) et de couvrement (des plafonds) ;
- les revêtements (lambris faits en planches entières ou par frises rainées) des lambris proprement dits réalisés en bâtis et panneaux assemblés à glace, à petits ou à grands cadres.

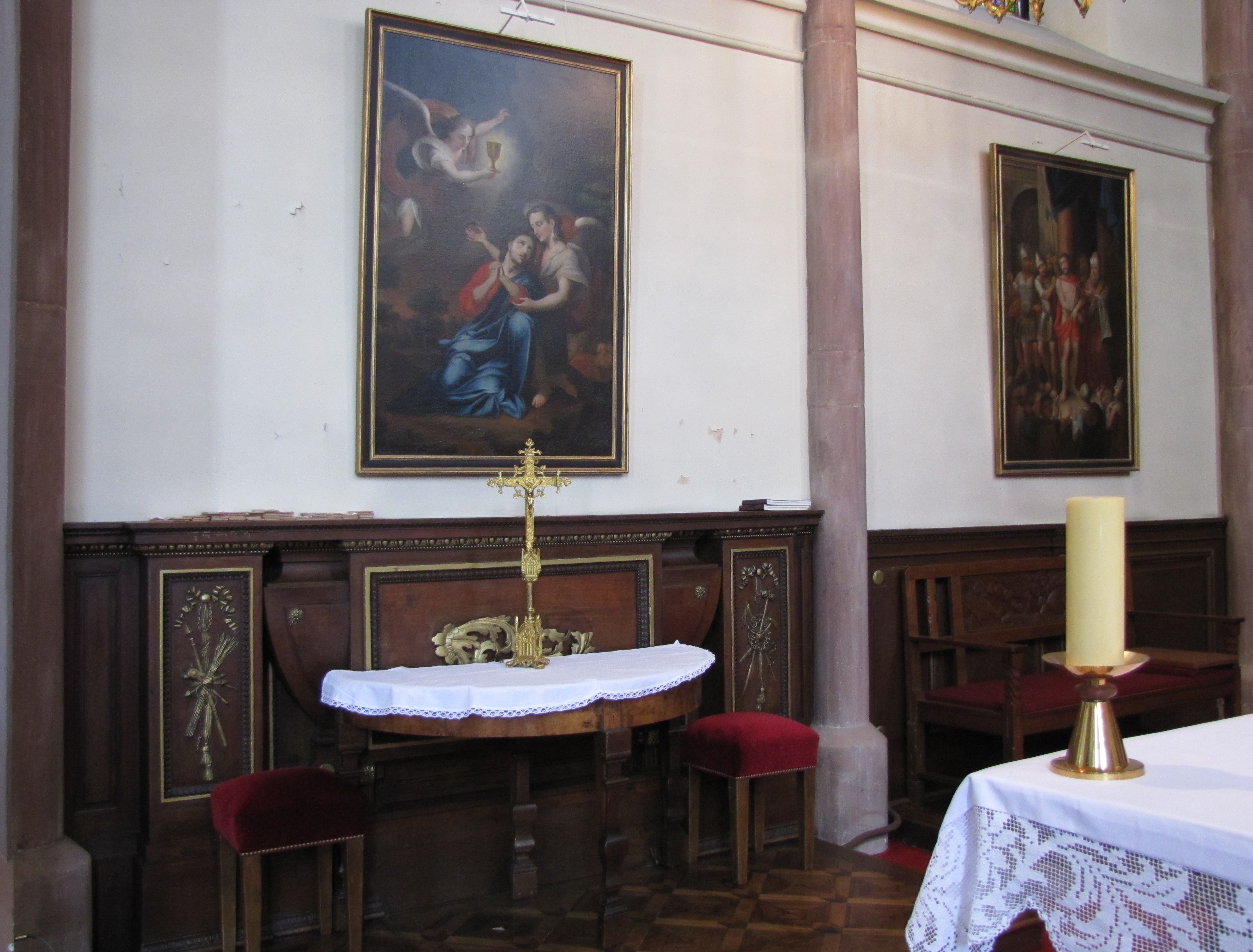
Lambris d'appui.
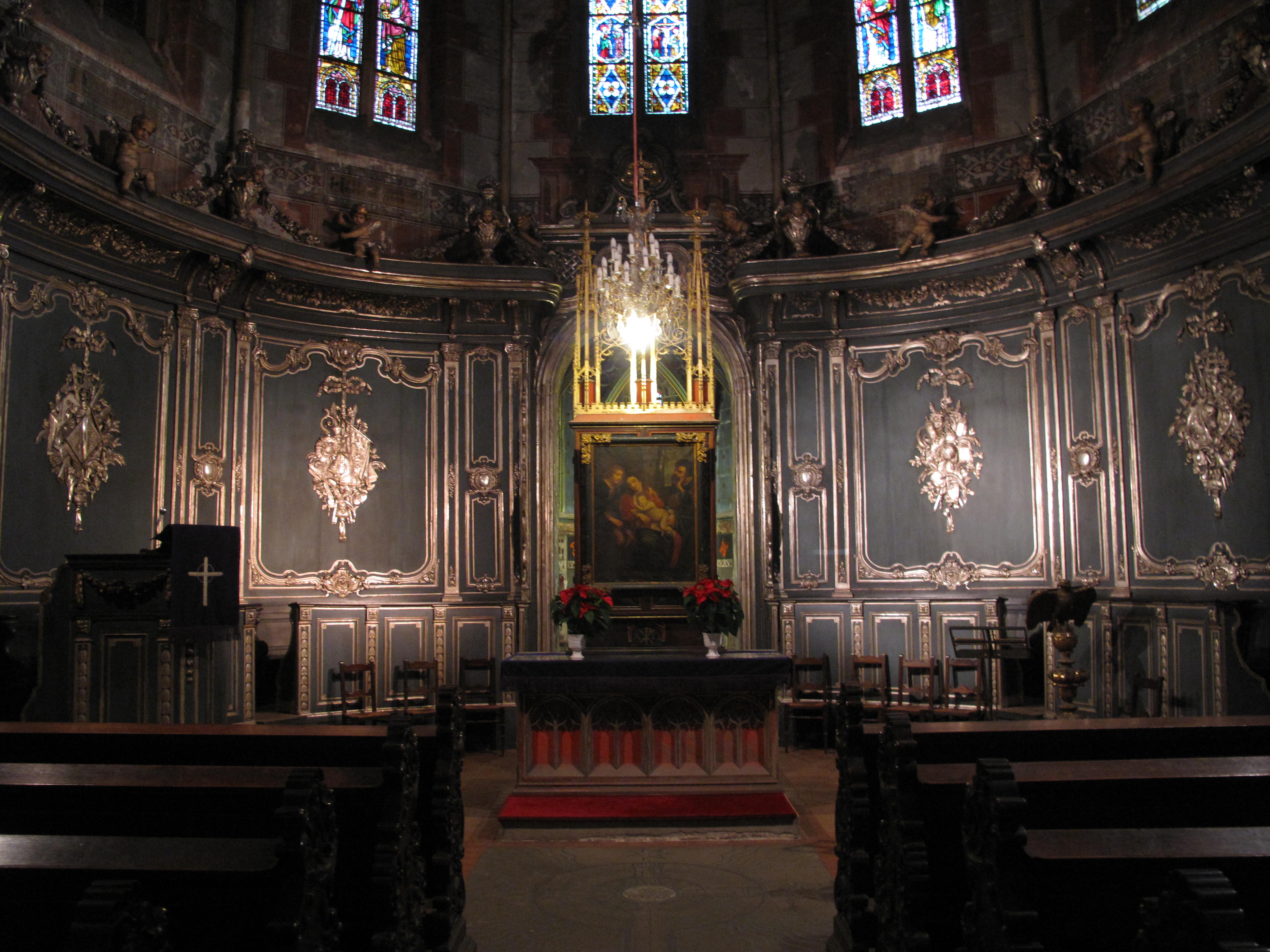
Lambris de demi-revêtement.
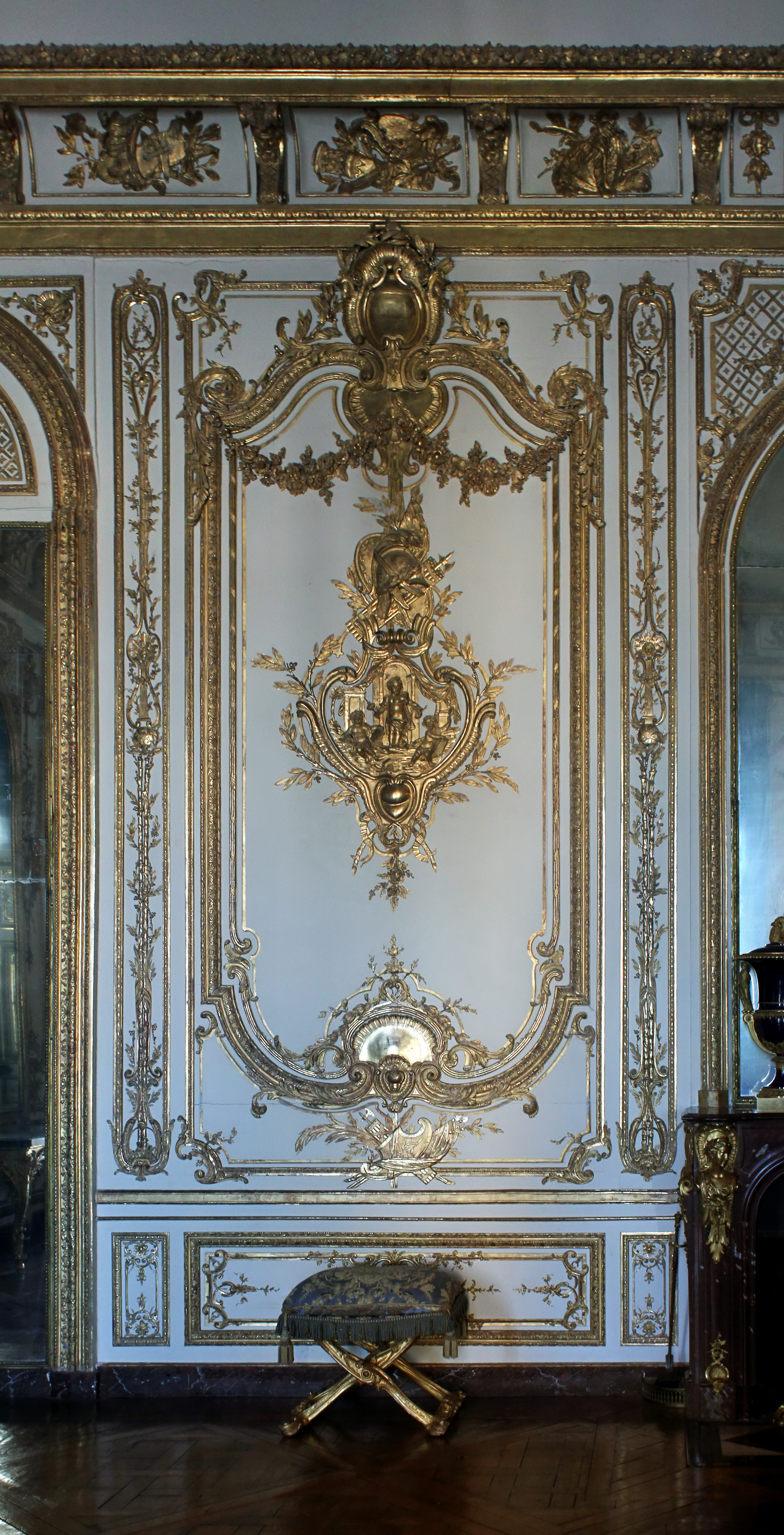
Lambris de hauteur.
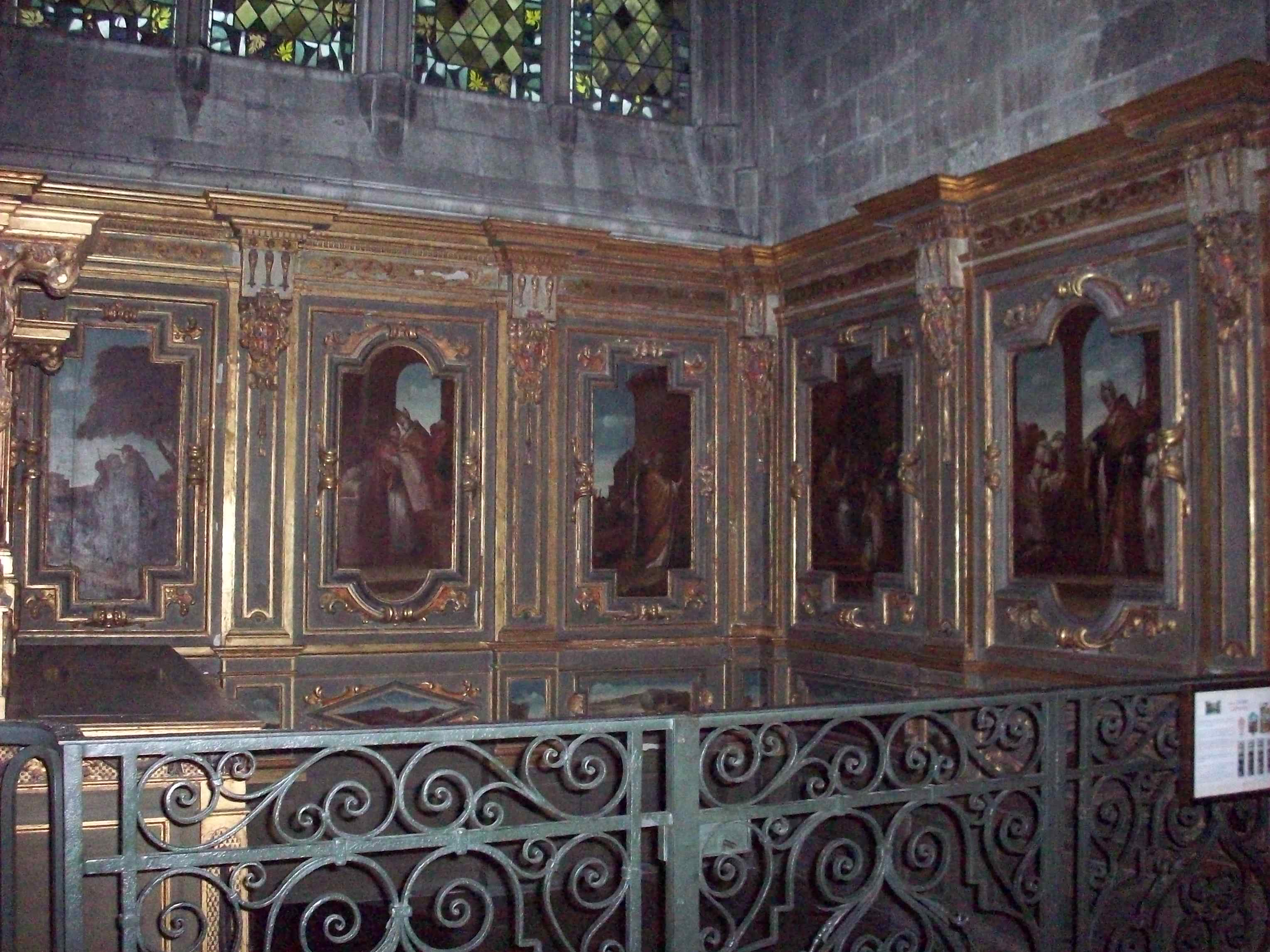
Lambris de revêtement.
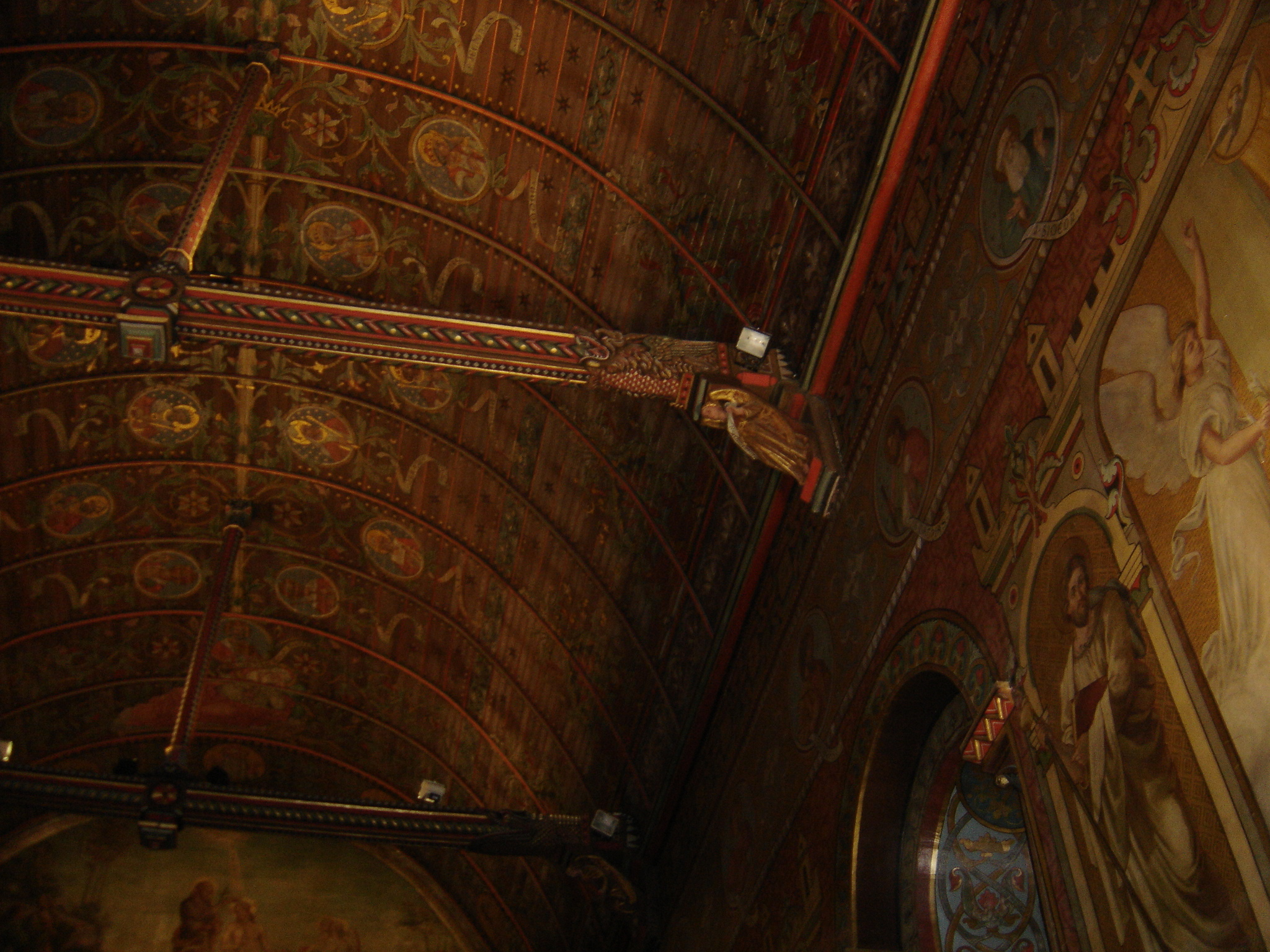
Lambris de couvrement.

## Lambris anciens

### Lambris médiéval

#### Lambris de couvrement
D'après Viollet-le-Duc, le terme « lambris », autrefois appelé « lambruscature » ne s’employait, au Moyen Âge que pour désigner un revêtement uni de planches. Les charpentes des XIIIe, XIVe et XVe siècles sont souvent à l’intérieur garnies de lambris en forme de berceau plein cintre ou en tiers-point. Ce sont alors des charpentes
lambrissées. Ces lambris étaient toujours revêtus de peintures plus ou moins riches. On en voit encore beaucoup en 
Bretagne, en Normandie et en Picardie. La grande salle du palais de justice de Rouen est couverte par une charpente lambrissée. La salle de l’hôpital de Tonnerre possède également une énorme charpente lambrissée.

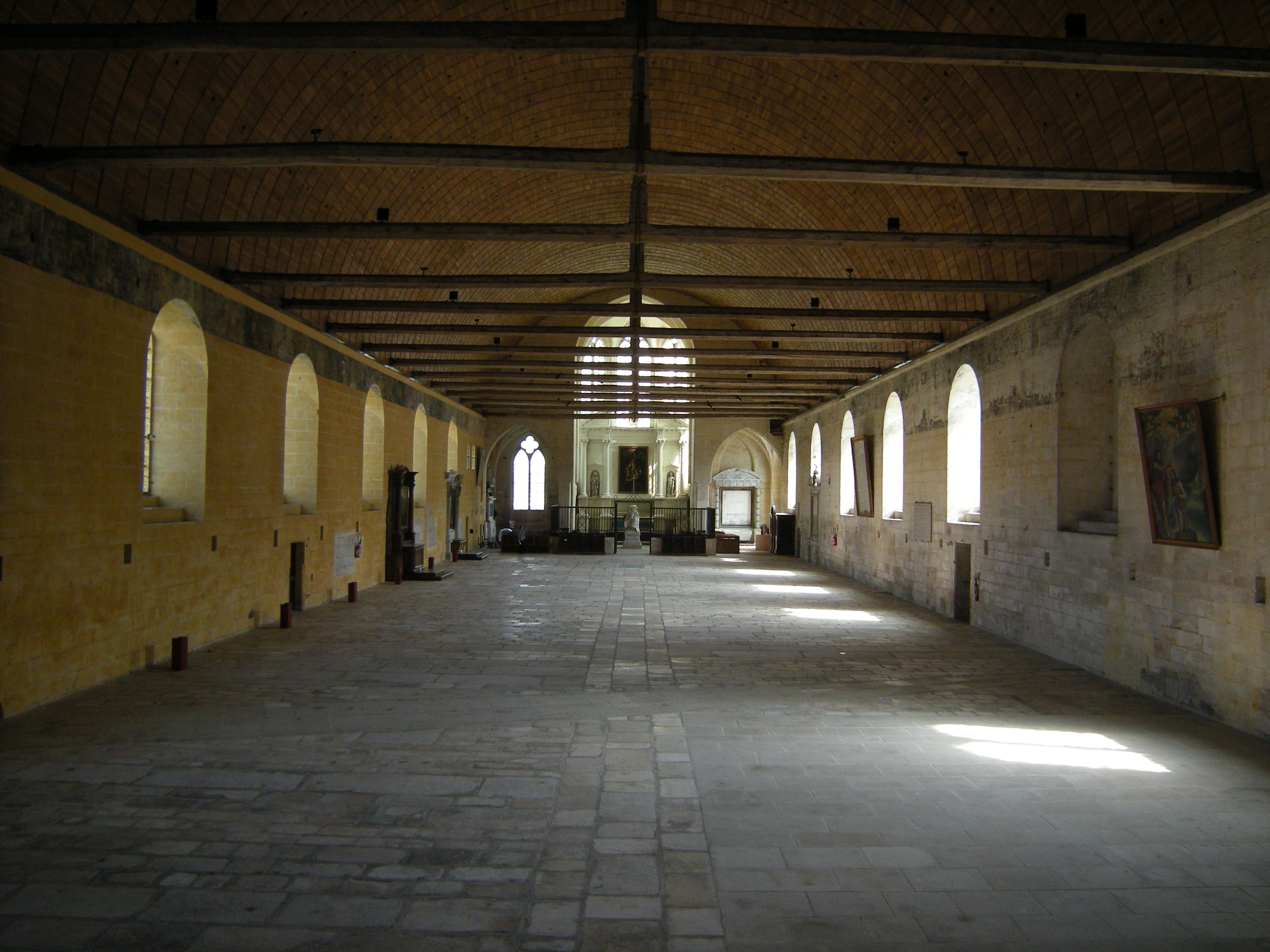
Hôtel-Dieu de Tonnerre, charpente lambrissée en chêne.
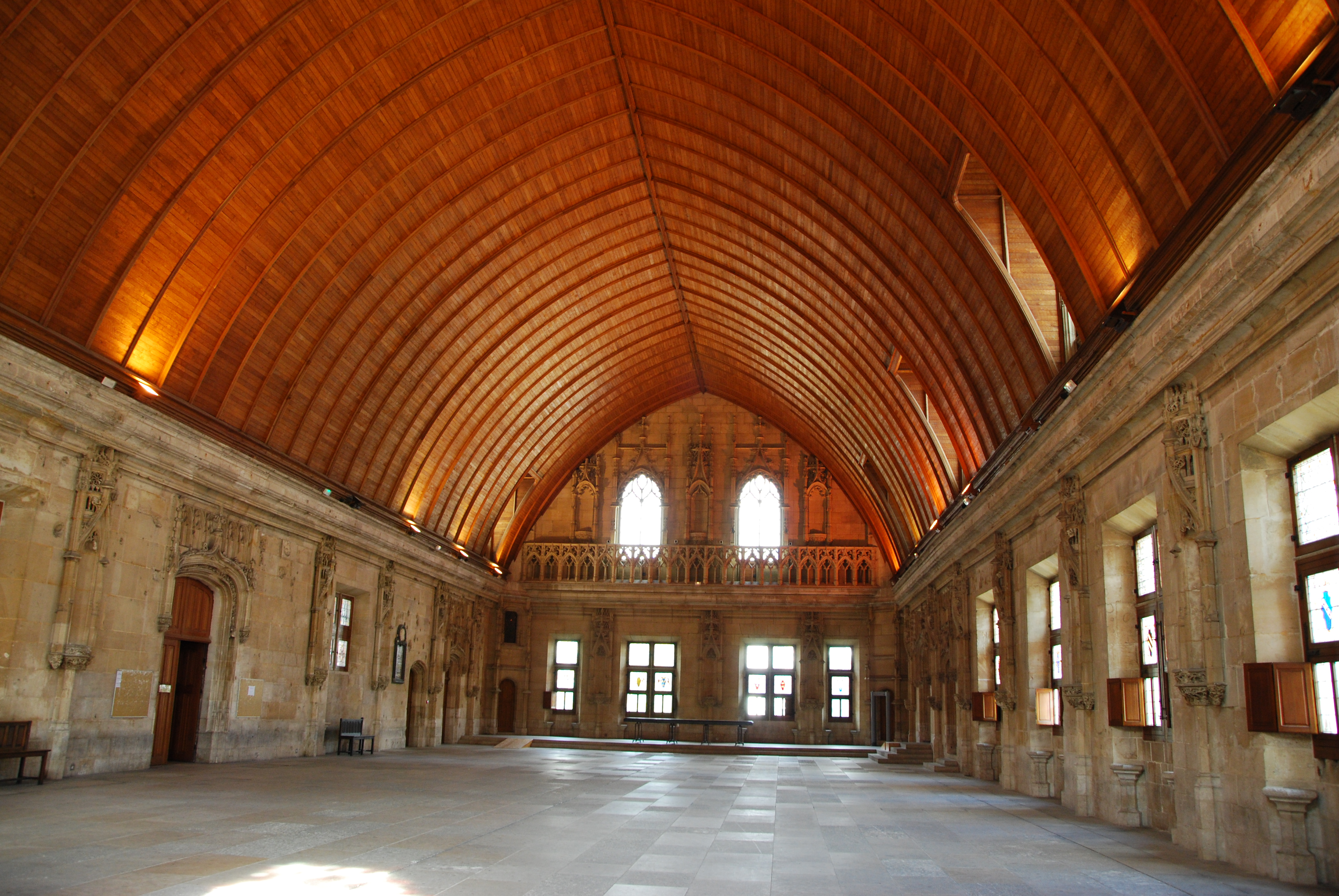
Palais de justice de Rouen, grande salle dite des procureurs, charpente lambrissée.
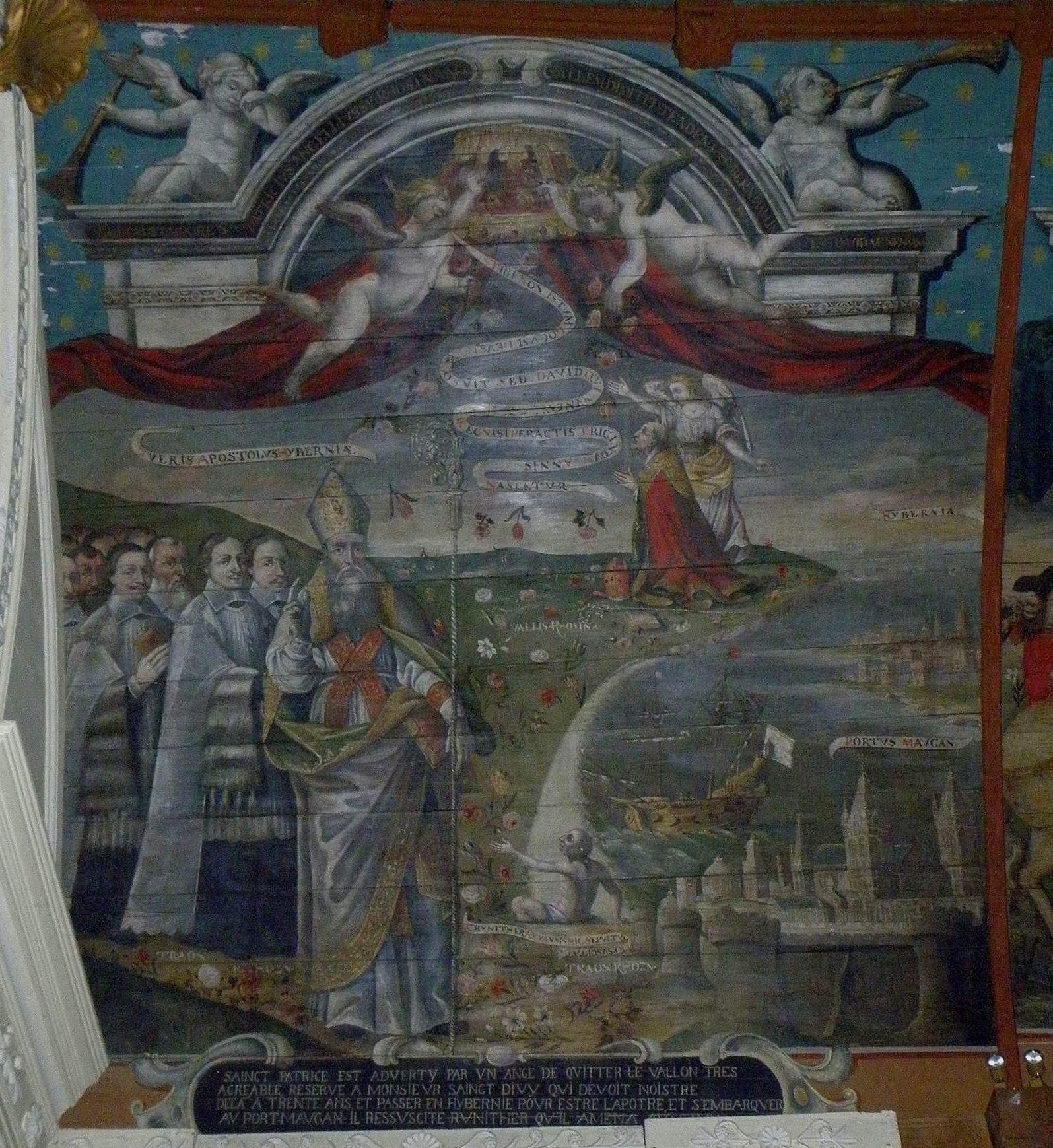
Église Saint-Divy, lambris peints.

#### Lambris de revêtement

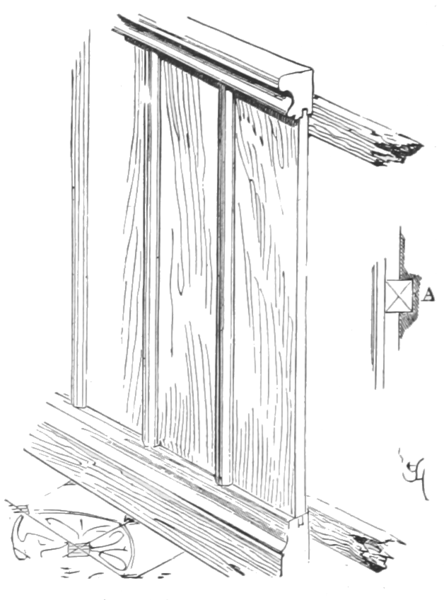
Lambris médiéval, constitué de planches (Eugène Viollet-le-Duc, Dictionnaire raisonné de l’architecture française du au XVIe siècle).

On garnissait aussi fréquemment de lambris la partie inférieure des salles ou chambres, c’est-à-dire de planches avec couvre-joints au-dessous des tapisseries. Ces lambris étaient isolés des murs et cloués sur des tasseaux scellés au plâtre dans des rainures. « On évitait ainsi la fraîcheur des murs, toujours assez dangereuse dans les habitations. »

### Lambris à la Renaissance

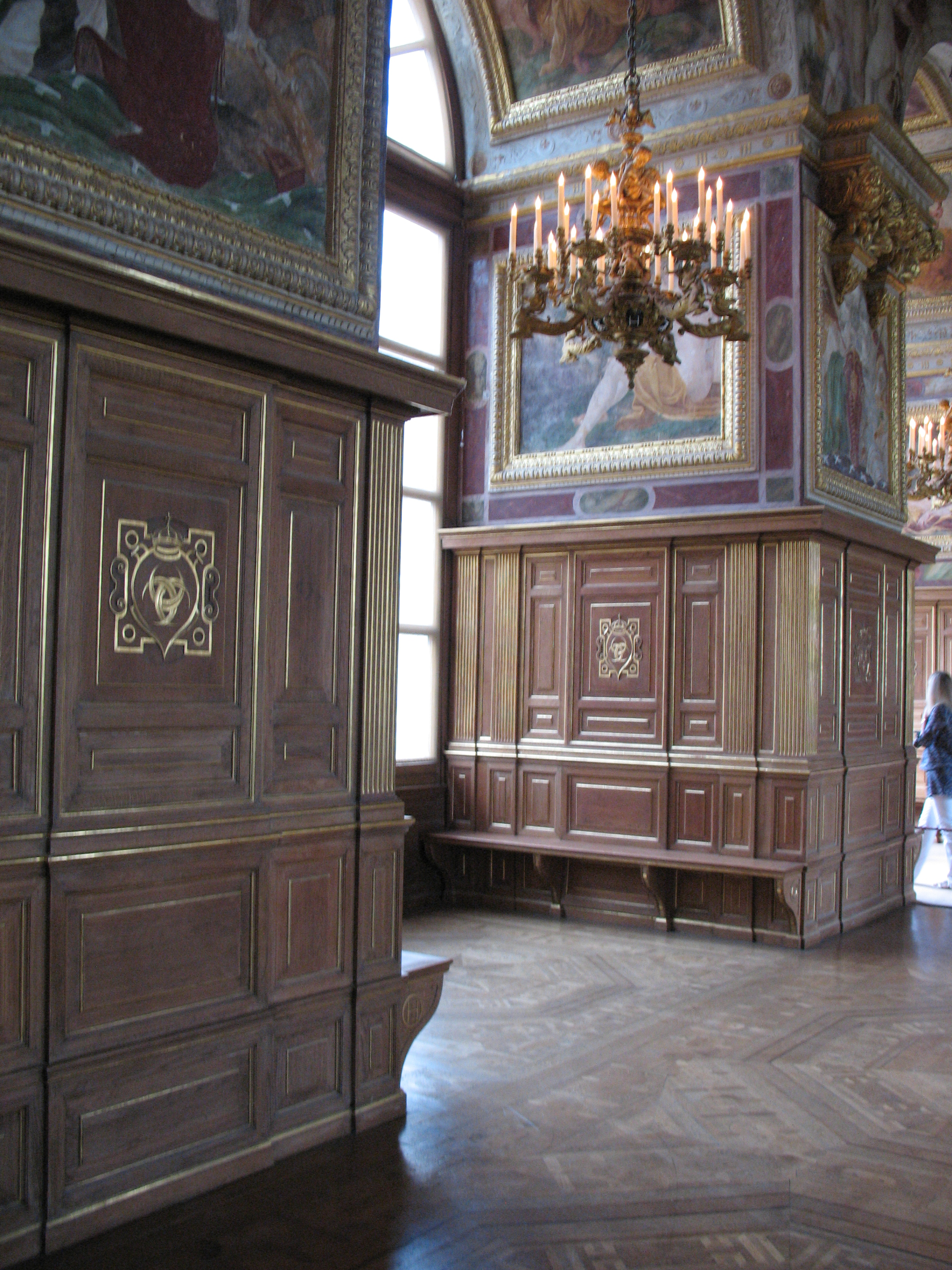
Château de Fontainebleau.

### Lambris de l'époque moderne
Au début du XVIIIe siècle, les murs sont crépis ou lambrissés de panneaux de bois chanfreinés et rarement ornés d'un chapelet de graines ou de perles. Au milieu du XVIIIe siècle, les panneaux des lambris sont soulevés et les moulures s'inspirent des moulures romaines à profil circulaire. Au début du XIXe siècle, les lambris à panneaux sont relégués aux pièces secondaires (les pièces principales étant en plâtre) et reçoivent une mouluration délicate, s'inspirant dans les années 1820 à 1830 de la mouluration grecque, puis devenant très variée dans les années 1830 à 1840 (tore en amande, à listel, en demi-cœur).
Début XIXe siècle, le lambris désigne tous les ouvrages d'assemblage destinés à couvrir les murs des appartements. Il se distingue, par rapport à sa construction, en plusieurs sortes :
- lambris d'assemblage : lambris dont les battants et les traverses sont sans moulure et les panneaux sans plate-bande, soit que les panneaux soient renfoncés ou affleurent avec les bâtis[N 1];
- lambris à table saillante : lambris dont les panneaux sont en saillie sur les bâtis[N 1] ;
- lambris à bouvement simple : lambris dont les bâtis portent sur l'arête une seule moulure, faite avec un seul outil[N 1] ;
- lambris à petit cadre : lambris dont les bâtis portent sur l'arête plusieurs moulures faites avec différents outils[N 1] ;
- lambris à cadre élégi[7] : lambris dont les battants et traverses sont diminués d'épaisseur sur une rive et portent sur l'autre un cadre plus ou moins riche de profil, qui fait saillie sur le champ, et qui est pris aux dépens des battants et traverses[N 1] ;
- lambris à grand cadre ou à cadre embrevé : lambris dont le cadre fait saillie sur le bâti et qui n'en fait pas partie, mais qui y est embrevé par une simple ou une double languette, ou qui y est rapporté à plat-joint[N 1] ;
- lambris à un parement : lambris qui est brut derrière ;
- lambris blanchi au double parement : lambris ou porte dont les bâtis et panneaux sont corroyés derrière[N 1] ;
- lambris arasé au double parement : porte dont les panneaux sur ce second parement affleurent le bâti[N 1] ;
- lambris à double parement : porte qui a les mêmes cadres sur les deux faces, pour toutes ces espèces de lambris[N 1] ;
- lambris de hauteur : lambris qui garnit toute la muraille entre les deux planchers d'un appartement[N 1] ;
- lambris d'appui : lambris qui ne porte que 2 à 4 pieds de hauteur, au-dessus duquel on tend du papier ou de l'étoffe, ou qu'on couvre de peinture[N 1].

On donne aussi, dans le toisé, la dénomination de lambris à tous ouvrages semblables, tels qu'aux portes, aux embrasements de croisées et autres, aux faces d'armoires, aux faces d’alcôves, aux buffets et autres meubles, ainsi qu'à des volets de fenêtres, etc..

## Galerie

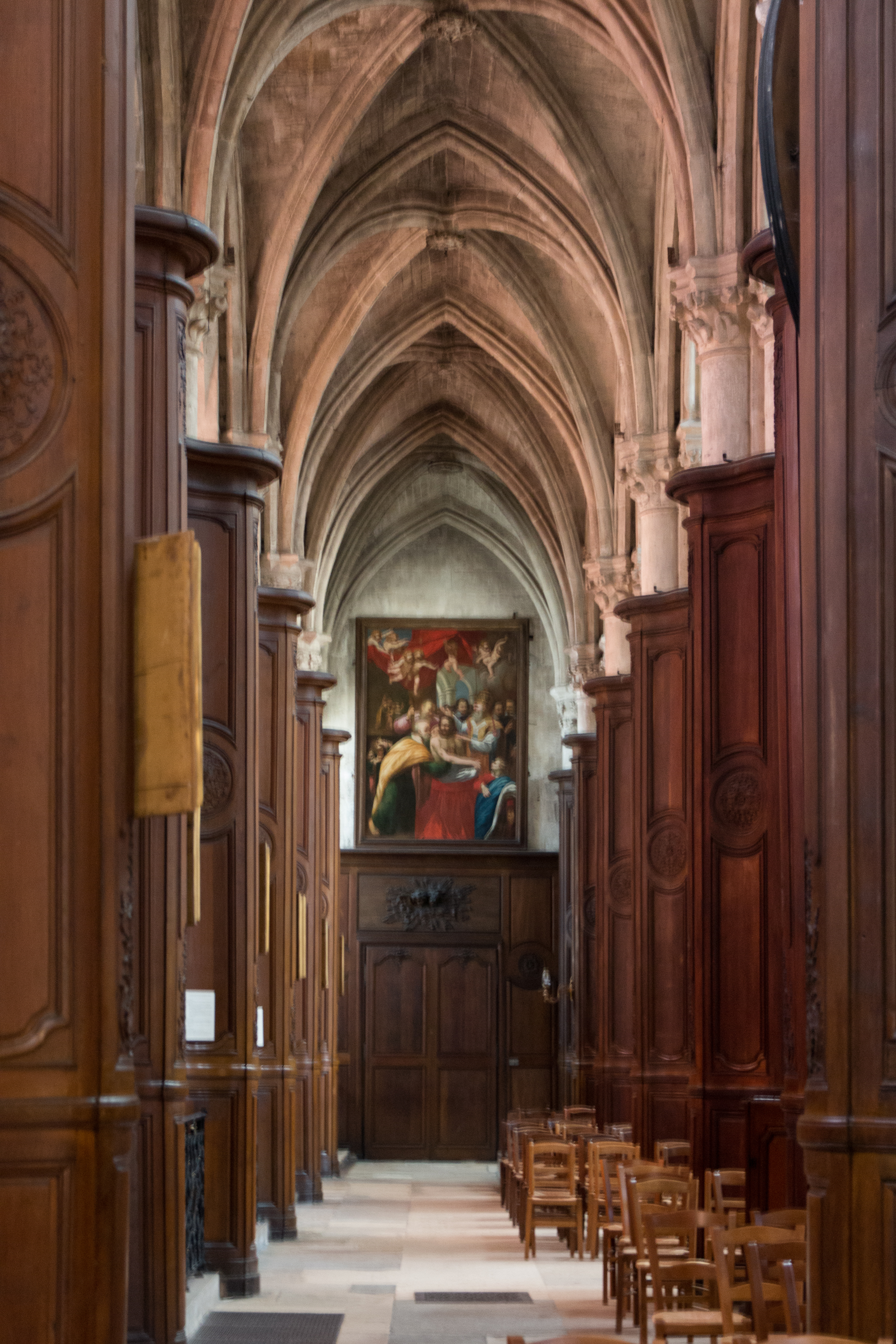
Église Saint-Jacques de Compiègne, collatéral.

## Lambris contemporains
La révolution industrielle permet à partir des années 1880 la préfabrication de lambris à panneaux et la mécanisation d'une grande variété de profils de moulures : les habitations retrouvent les lambris en hauteur avec frise et corniche. Le XXe siècle se caractérise par la simplification du décor, les panneaux assemblés à tenon et mortaise sont désormais peu moulurés.
Pose d'un lambris bois
Les planches d'un lambris bois possèdent un côté languette mâle, l'autre côté rainure femelle. Elles peuvent être posées horizontalement ou verticalement, voire en oblique. Dans le cas de pose horizontale, le côté tenon doit être vers le haut pour que dans le cas d'humidité, les ruissellements ne soient pas coincés et n'imprègnent pas le lambris. Il existe deux techniques de pose :
- avec des agrafes métalliques ;
- en clouant en diagonale au niveau de la rainure.

Il est conseillé dans les deux cas d'utiliser des machines électriques (pour de petits clous ou de petites agrafes, les pointes doivent avoir moins de 20 mm de longueur) ou des machines à air comprimé (pointes jusqu’à 65, voire 70 mm pour certaines machines).
Pose d'un lambris PVC
Il est nécessaire d'utiliser des agrafes métalliques de dimensions spécifiques à ce matériau, le clouage étant impossible avec ce matériau.
Des cornières PVC permettent de raccorder deux pans de murs aussi bien en angle interne qu'externe.
Le matériau peut également être collé avec des colles mastic polyuréthane en cartouche avec pistolet applicateur manuel.
L'agrafage de ce matériau est possible aujourd'hui, grâce aux languettes prévues à cet effet sur le lambris PVC.